# Avanço da fase do sono
O avanço da fase do sono se trata de uma tentativa gradual de mudar a hora de dormir e de despertar de um paciente até que seu cronograma de sono esteja regulado. Este tratamento faz parte da cronoterapia – o uso do ritmo circadiano para tratar doenças – e pode ser usado em pacientes com síndrome do atraso das fases do sono (SAFS), ou seja, aqueles que geralmente não conseguem reiniciar seu ritmo circadiano de maneira espontânea. A SAFS é uma desordem do sono caracterizada por um desequilíbrio entre o relógio biológico interno do paciente e as normas societárias. A Academia Americana de Medicina do Sono recomenda o uso da restrição de sono para o tratamento de distúrbios do sono.

## Exemplo
Segue um exemplo de como o avanço da fase do sono pode funcionar durante uma semana de tratamento, com o paciente indo dormir três horas mais tarde a cada dia até que o horário desejado de dormir (23:00) é finalmente atingido:
- 1° dia: dormir das 05:00 às 13:00
- 2° dia: dormir das 08:00 às 16:00
- 3° dia: dormir das 11:00 às 19:00
- 4° dia: dormir das 14:00 às 22:00
- 5° dia: dormir das 17:00 às 01:00
- 6° dia: dormir das 20:00 às 04:00
- 7° dia em diante: dormir das 23:00 às 07:00

Embora essa técnica possa proporcionar alívio à privação do sono para as pessoas que precisam acordar cedo, os novos horários de sono e vigília só podem ser mantidos seguindo um cronograma estritamente disciplinado para a hora de dormir e levantar.

## Outras formas de avanço da fase do sono
Numa versão modificada da técnica, o paciente permanece acordado um dia e uma noite inteiros e se deita 90 minutos antes do horário usual e mantém esse novo horário durante uma semana. Esse processo é repetido semanalmente, até o horário de dormir desejado ser atingido. Às vezes, embora extremamente pouco frequente, o avanço "reverso" – isto é, mover a hora de dormir e de acordar para mais cedo a cada dia – é usado no tratamento de pacientes com ritmos circadianos anormalmente curtos, numa tentativa de mover a hora de dormir para momentos posteriores do dia. Como os ritmos circadianos substancialmente menores que 24 horas são extremamente raros, esse tipo de cronoterapia permanece amplamente experimental.

## Efeitos colaterais
A segurança deste tratamento não é amplamente conhecida. Embora a cronoterapia tenha sido bem-sucedida para alguns, é necessário manter rigidamente o ciclo de sono/vigília desejado a partir de então. Qualquer desvio no cronograma tende a permitir que o relógio biológico mude novamente.
A cronoterapia pode provocar a síndrome do sono-vigília alterado, conforme relatado no New England Journal of Medicine em 1992. Estudos em animais sugeriram que esse alongamento poderia "retardar o ritmo intrínseco do relógio biológico a tal ponto que o dia normal de 24 horas não fica mais dentro do seu alcance de arrasto."